# 新野県
新野県（しんや-けん）は中華人民共和国河南省南陽市に位置する県。
後漢を興した光武帝が一時身を隠していた地域であり、また後漢末には曹操に敗れた劉備が一時身を落ち着けていた地域として知られる。

## 歴史
『漢書』に南陽郡に属する県として名が見える。前漢末の永始元年（前16年）に王莽が新都侯に封ぜられ、新野の都郷1,500戸を与えられた。新の時代には光武帝が一時この地に逃れていたことで知られる。また、『後漢書』地理志には荊州南陽郡に属するとして記載されている。後漢末には独立勢力であった劉備が曹操に敗れ、荊州に割拠していた劉表を頼った際に拠点として与えられた地である。西晋期に義陽郡が建置された際には同郡に所属を移している。
南陽市新野県として出発したのは中華民国統治時代の1947年のことである。

## 行政区画
- 街道:漢城街道、漢華街道
- 鎮:王荘鎮、沙堰鎮、新甸鋪鎮、施庵鎮、歪子鎮、五星鎮、溧河鋪鎮、王集鎮
- 郷:城郊郷、前高廟郷、樊集郷、上荘郷、上港郷

## 産業
農牧業を中心とし、人口の大部分も同産業に従事している。ただし河南省は降水量が全体に少ないため、ブランドである「南陽黄牛」を中心とした牧畜や、綿花の栽培及びそれを利用した紡績産業が中心である。他には小麦やトウモロコシ、また落花生などの油脂が取れる産品なども生産している。また、近年では無農薬農作物の生産にも力を注いでいる。
また、中国における猿まわし発祥の地としても知られている。中国で最も多くの猿まわし師が住む地域でもある。